# Amstelkerk

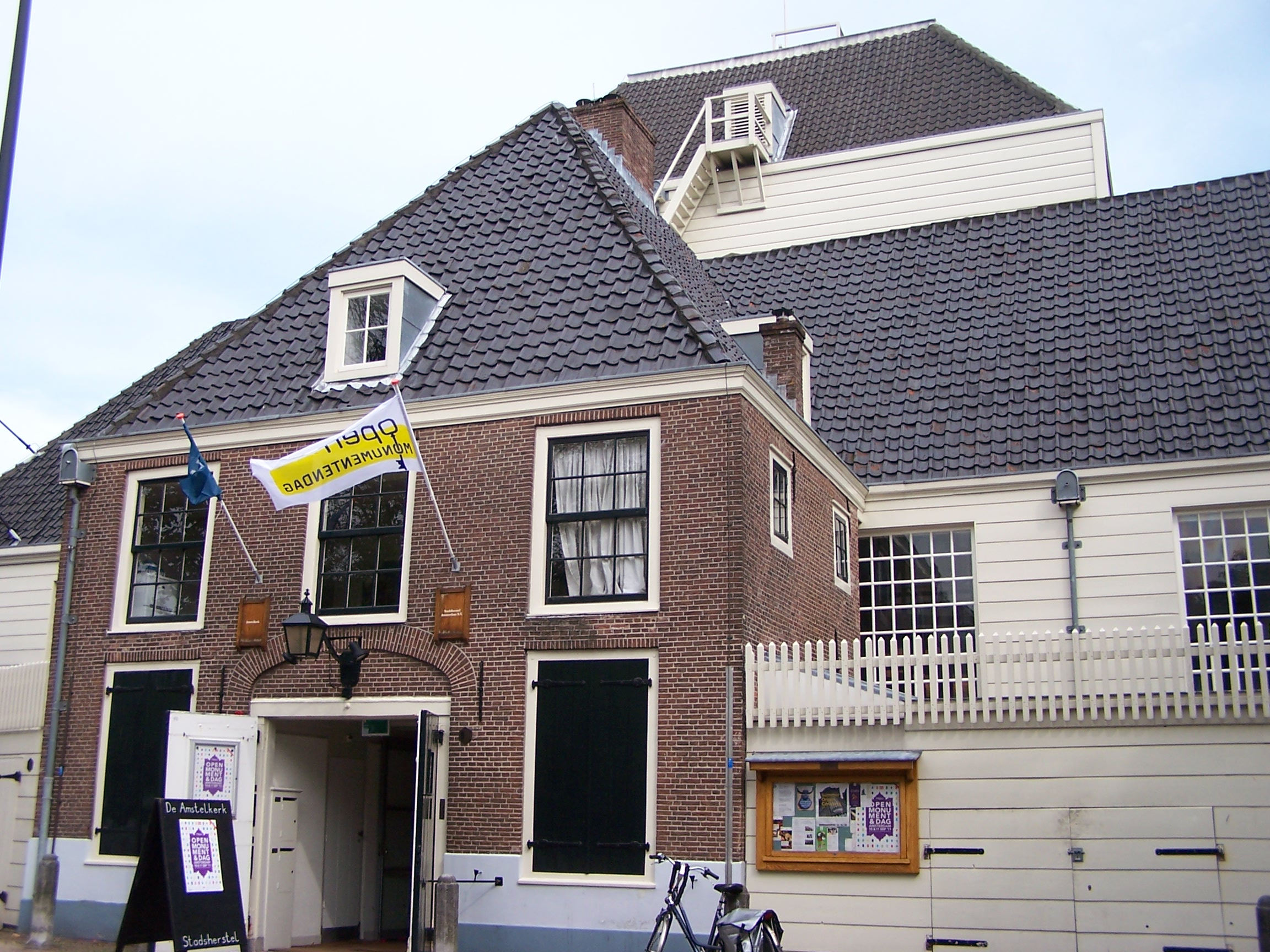
Entrata dell'Amstelkerk

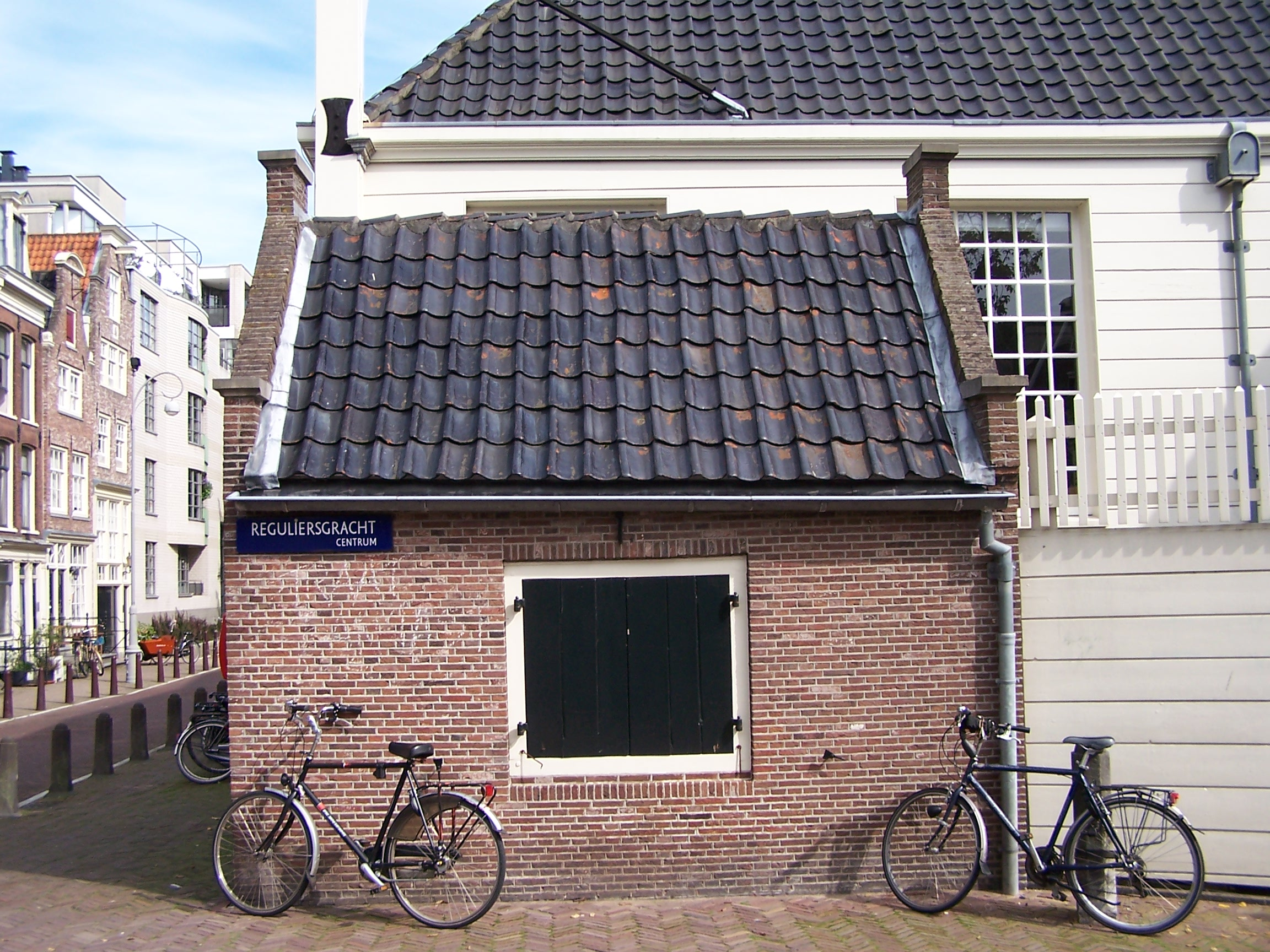
Una facciata dell'Amstelkerk

L'Amstelkerk ("chiesa sull'Amstel") è una chiesa protestante in legno di Amsterdam: situata al nr. 4 dell'Amstelveld, lungo il Reguliersgracht, è stata costruita tra il 1668 e il 1670 su progetto dell'architetto Daniël Stalpaert e presenta interni in stile neogotico del 1840-1843.
L'edificio è classificato come rijksmonument nr. 269.

## Storia
Il progetto di costruzione dell'Amstelkerk fu caldeggiato nel 1668 dagli abitanti di fede protestante dell'Amstelveld ed affidato a Daniël Stalpaert, che in precedenza tra il 1660 e il 1662 aveva progettato quattro piazze cittadine da adibire alla costruzione di edifici religiosi. La costruzione terminò nel 1670 e l'edificio in legno, che fu realizzato con materiali facilmente smontabili a causa dell'indecisione sulla sua definitiva ubicazione, avrebbe dovuto essere successivamente sostituito da un edificio in pietra, cosa però mai avvenuta.
Nel 1817, fu installato nell'Amstelkerk un organo provieniente dalla Waalse Kerk di Haarlem.. Quest'organo venne in seguito sostituito nel 1864 dall'organo attuale, che entrò in funzione la vigilia di Natale dell'anno successivo, quando fu probabilmente suonato dall'organista Van Temmen.
Nel frattempo, tra il 1840 e il 1843, gli interni della chiesa erano stati rimodellati in stile neogotico su progetto di Hendrik Springer.
In seguito, nel 1909, l'Amstelkerk venne dotata di energia elettrica..
Nel 1963, gli interni della chiesa furono ammodernati: durante quest'opera di riammodernamento, furono, tra l'altro, sostituite le originarie panche in legno di quercia.
Il 2 aprile 1970, l'edificio venne incluso tra i rijksmonumenten.
L'Amstelkerk fu utilizzata per i servizi religiosi fino al 1985, quando il comune di Amsterdam ricavò in una parte dell'ufficio undici uffici riservati a varie funzioni pubbliche. In seguito, tra il 1988 e il 1990, l'edificio fu sottoposto ad un'opera di restauro.
Nel 2006, la chiesa tornò però ad essere adibita anche alle funzioni religiose.

## Architettura
La chiesa ha una struttura quadrangolare, con facciate della lunghezza di circa 28 metri.